# Guará
Guará este un oraș în São Paulo (SP), Brazilia.